# Lauren Phoenix
Lauren Phoenix (Toronto, 13 de maig de 1979) és una antiga actriu pornogràfica canadenca.

## Vida primerenca
Phoenix va néixer i es va criar a Toronto, Ontario. La seva mare és britànica i el seu pare és italià.
Phoenix va assistir a l'institut d'arts escèniques i ha realitzat musicals com a cantant, ballarina, i actriu. Va practicar ballet durant deu anys i va fer claqué, jazz, líric, i dansa moderna. També va ensenyar ballez durant un any. Va assistir a la University of Western Ontario durant dos anys i es lincenció en música. Va estudiar classical music i va ser cantant de jazz i blues.

## Carrera

### Ball
Phoenix va realitzar striptease quant tenia 20 anys. Va fer striptease en llocs als afores de Toronto, com ara Windsor, Ontario, per evitar ser reconeguda per algú que la conegués. També va ballar en Stringfellows a Londres, Anglaterra. Despúes d'un breu període fent striptease a Tally Ho a Las Vegas, es va mudar a Califòrnia, on feia striptease a Blue Zebra abans d'entrar en la indústria del cinema per a adults.

### Actuació
Phoenix entrà a la indústria del cinema per a adults al març de 2003 després de contactar amb World Modeling. La seva primera escena va ser en More Dirty Debutants 253 per Ed Powers Productions. L'agost de 2005, va signar un contracte d'exclusivitat amb Defiance Films i la seva companyia germana, Torrid Entertainment, durant un any. Va finalitzar el contracte despúes de només sis mesos. El 20 d'abril de 2006, co-va presentar la 22a Gala Anual dels Premis XRCO al costat de Stormy Daniels. Es va retirar oficialment del cinema per a adults el 6 de juny de 2006.

### Direcció
Phoenix va fer el seu debut direccional amb Shut Up & Fuck Em! per Doghouse Digital al desembre de 2004. Per la seqüela, Shut Up & Fuck Em 2, només va dirigir dues de les cinc escenes. Va ser contractada per Mayhem/Sense City per dirigir una pel·lícula titulada Young Bung el 9 de febrer de 2005, però va abandonar el set a causa de diferències creatives i va ser reemplaçada per Ariana Jollee. Més tard aquest mateix any, tenia contractes per dirigir amb No Boundaries Entertainment, Defiance Films, i Torrid Entertainment. També va dirigir Pussy POV per VCA Pictures.

### Principals aparicions en els mitjans
Phoenix va ser contractada per fer de model de mitjons, roba interior i samarretes de tirants per American Apparel. L'anunci va ser publicat al febrer de 2005.

### Altres activitats
La principal meta de Phoenix' quan va entrar en la indústria del cinema per a adults era produir el seu propi porno i crear pàgines web. A l'abril de 2005, va llançar Bigpimpincash.com, un webmaster affiliate program. Mentre estava en la indústria, posseïa la web Bang-a-pornstar.com. També tenia una web oficcial, Laurenphoenix.com.
Al maig de 2005, Phoenix va llançar The Lauren Phoenix Agency per representar-se a si mateixa i a altres artistes. Va tancar l'agència el gener de 2006 i va triar LA Direct Models per representar-la.

## Premis i nominacions

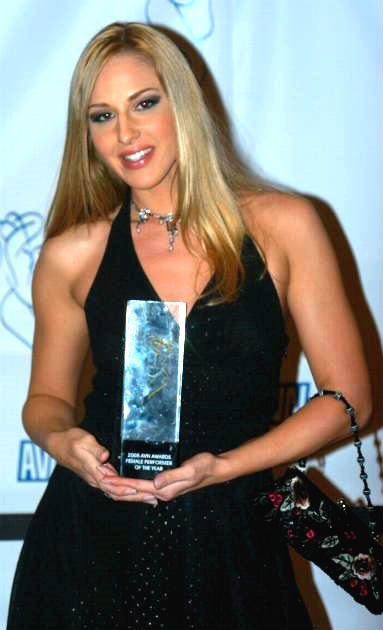
Lauren Phoenix sostenint el seu 2005 AVN Award for Female Performer of the Year

| 2004 | Best New Starlet |                             |
| 2004 | Millor Escena de Sexe Anal – Vídeo (amb Mark Davis)                                                                                | Grand Theft Anal 2          |
| 2005 | Intèrpret Femenina de l'Any |                             |
| 2005 | Millor Escena de Sexe Anal (amb Lee Stone)                                                                                         | A.N.A.L. 3                  |
| 2005 | Millor Actuació Tease | I'm Your Slut 2             |
| 2005 | Millor Escena de Sexe en Parella – Vídeo (amb Manuel Ferrara)                                                                      | I'm Your Slut 2             |
| 2005 | Millor Escena de Sexe en Parella – Vídeo (amb Mick Blue)                                                                           | Sodomania 41                |
| 2005 | Millor Escena de Sexe en Grup – Vídeo (amb Missy Monroe, Ben English & Mr. Pete)                                                   | Double Teamed 2             |
| 2005 | Millor Escena de Sexe en Trio – Vídeo (amb Katrina Kraven & Tony T.)                                                               | Big Wet Asses 4             |
| 2005 | Millor Escena de Sexe en Trio – Vídeo (amb Cytherea & Randy Spears)                                                                | Buttwoman Iz Lauren Phoenix |
| 2006 | Intèrpret Femenina de l'Any |                             |
| 2006 | Millor Actriu Secundària – Vídeo                                                                                                   | The Edge Runner             |
| 2006 | Millor Intèrpret Tease | Lauren Phoenix’s Fuck Em    |
| 2006 | Millor Escena de Sexe Tot-Noies – Vídeo (amb Kimberly Kane, Katrina Kraven, Kylie Ireland & Julie Night)                           | Epiphany                    |
| 2006 | Millor Escena de Sexe Anal – Vídeo (amb Anthony Hardwood)                                                                          | Flesh Fest 3                |
| 2006 | Millor Escena de Sexe en Grup – Vídeo (amb Dave Hardman, Scott Lyons, Richard Raymond, Trevor Slide, Jeremy Steele & Trent Tesoro) | Clusterfuck 3               |
| 2006 | Millor Escena de Sexe en Grup – Video (amb Melissa Lauren, Erik Everhard & John Strong)                                            | Semen Sippers 3             |
| 2006 | Millor Escena de Sexe en Solitari                                                                                                  | Anal Showdown               |

| 2004 | Nou Estel                           |                 |
| 2004 | Analista orgàsmica                  |                 |
| 2005 | Intèrpret Femenina de l'Any         |                 |
| 2005 | Trio (amb Katrina Kraven & Tony T.) | Big Wet Asses 4 |
| 2005 | Analista orgàsmica                  |                 |